# Anarch
Die Bezeichnung Anarch (für Anarchist) ist bereits in der älteren Literatur zum Anarchismus nachweisbar, so bei dem anarchistischen Autor Gustav Landauer, blieb damals aber marginal. Größere Bekanntheit erhielt sie erst durch Ernst Jünger, der in seinem im Alter von 80 Jahren geschriebenen Roman Eumeswil (1977) den Anarchen als positive Figur schuf, die im Gegensatz zur negativen des Anarchisten steht.
Die Figur des Anarchen ist eine Weiterentwicklung der Figur des Waldgängers, die Jünger in den Jahren nach dem Zweiten Weltkrieg entworfen hatte. Nach dem Bankrott aller Politik sollte der Waldgänger „eine neue Konzeption der Freiheit“ symbolisieren. Er lässt sich durch keine Macht das Gesetz vorschreiben, weder propagandistisch noch durch Gewalt; er ist „entschlossen, Widerstand zu leisten.“
Während Jünger, der in den Jahren nach dem Ersten Weltkrieg für seine begeisterte Schilderung des Soldatentums berühmt geworden war, nach dem Zweiten Weltkrieg mit dem individualistischen Anarchismus zu liebäugeln schien, wandte er sich schließlich in Eumeswil gegen jedweden Anarchismus: „Der Anarchist ist abhängig – einmal von seinem unklaren Wollen, zweitens von der Macht. Er folgt dem Mächtigen als sein Schatten… Die positive Entsprechung des Anarchisten ist der Anarch.“ Jünger hat sich, Interviews und Briefen zufolge, in seinen späten Jahren mit dieser Figur weitgehend identifiziert.
Bei der Konzeption des Anarchen bezieht sich Jünger ausdrücklich und ausschließlich auf Max Stirner. Er deutet dabei, der Analyse von Bernd Laska zufolge, Stirners „Einzigen“ auf eine verkürzte und im Grunde triviale Weise: als extremen, aristokratischen Individualisten, sozusagen als Übermenschen im Sinne Nietzsches, aber abgeklärt und ohne dessen Willen zur Macht.